# Forschungseinrichtung für experimentelle Medizin
 (juin 2023).
Le Forschungseinrichtung für experimentelle Medizin (« Centre de recherche en médecine expérimentale ») est un bâtiment de recherche scientifique de l'université libre de Berlin.
Le bâtiment est familièrement surnommé Mäusebunker (littéralement « bunker à souris ») à cause de son style brutaliste. Le bâtiment est protégé.

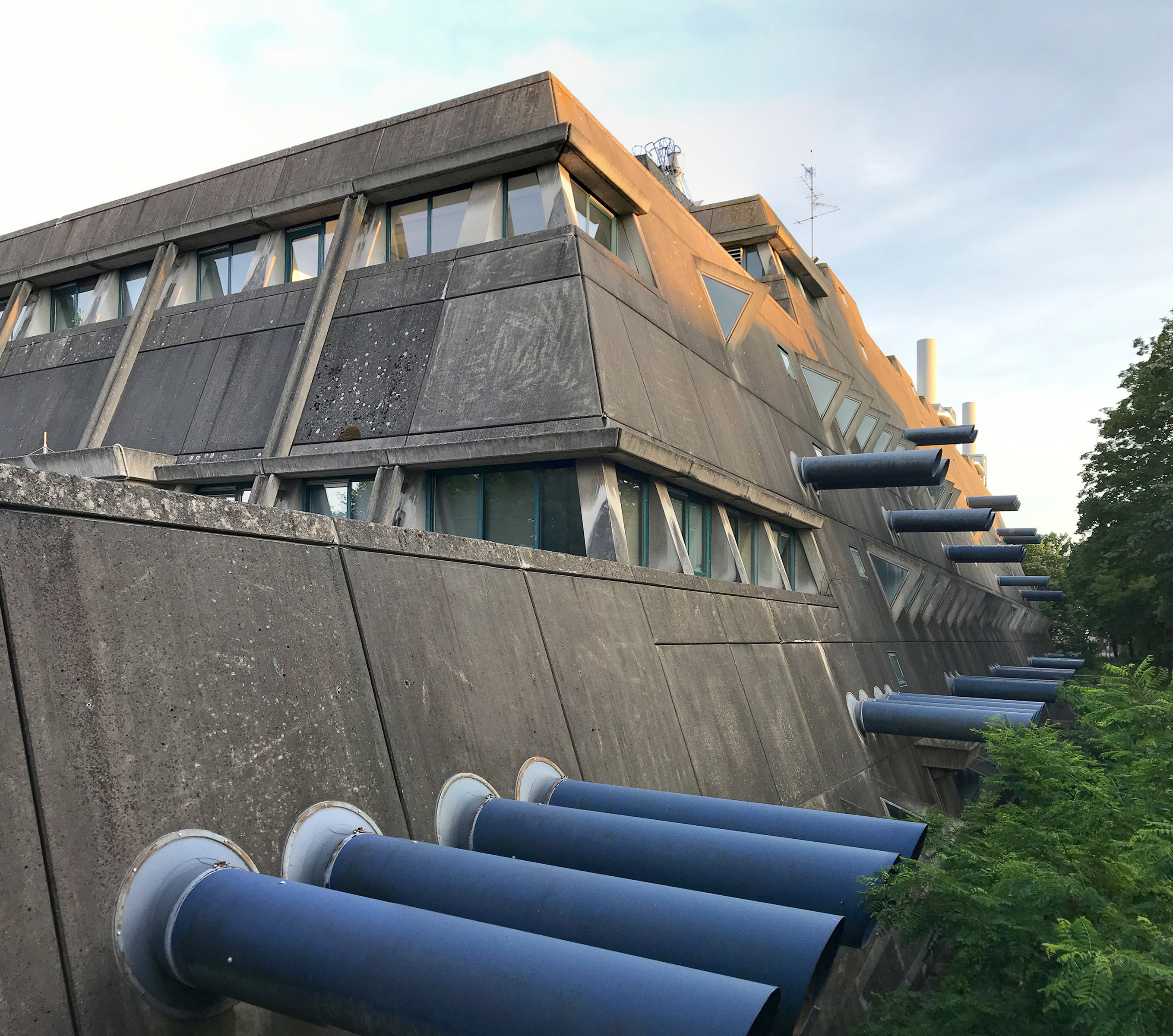
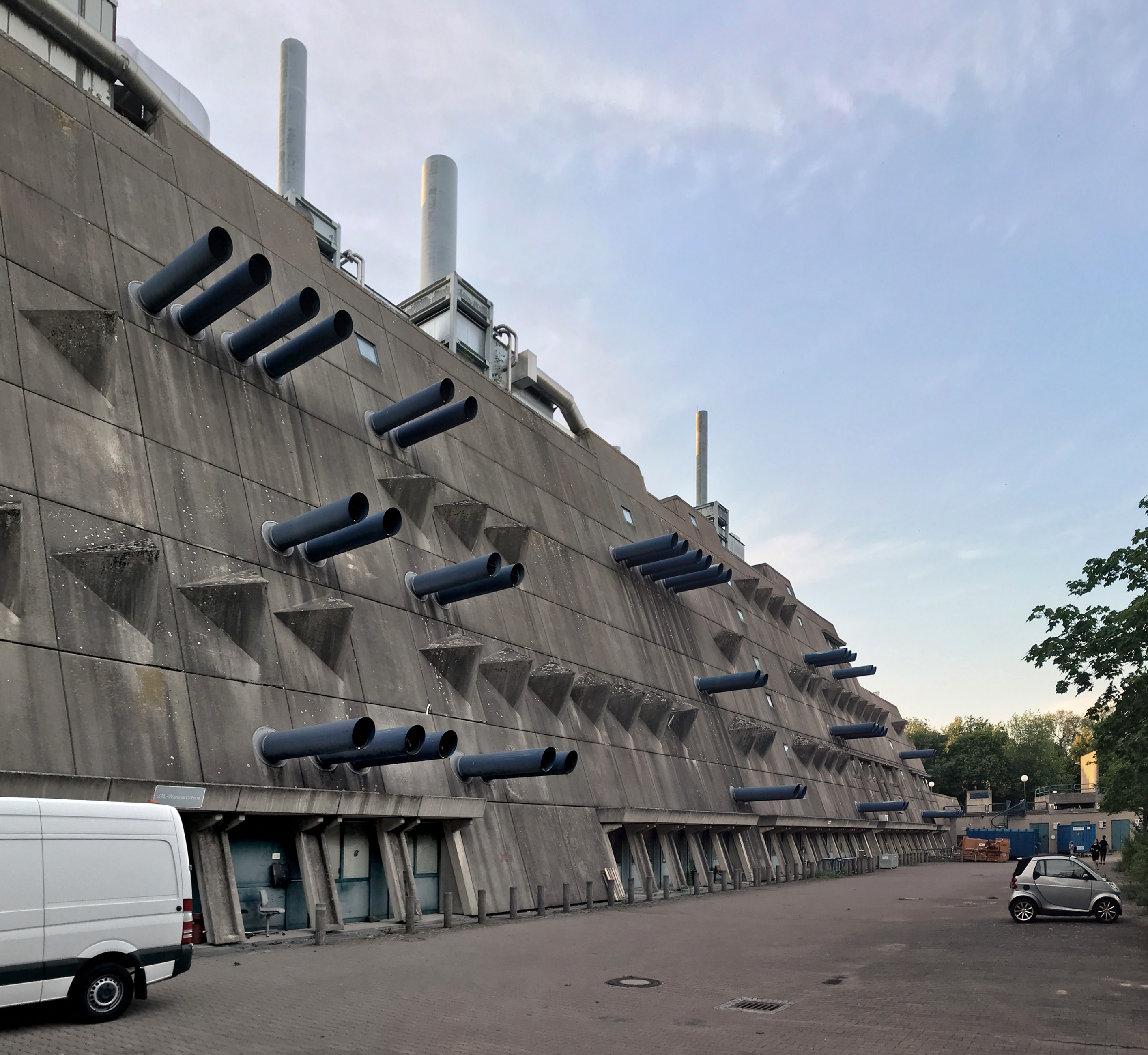
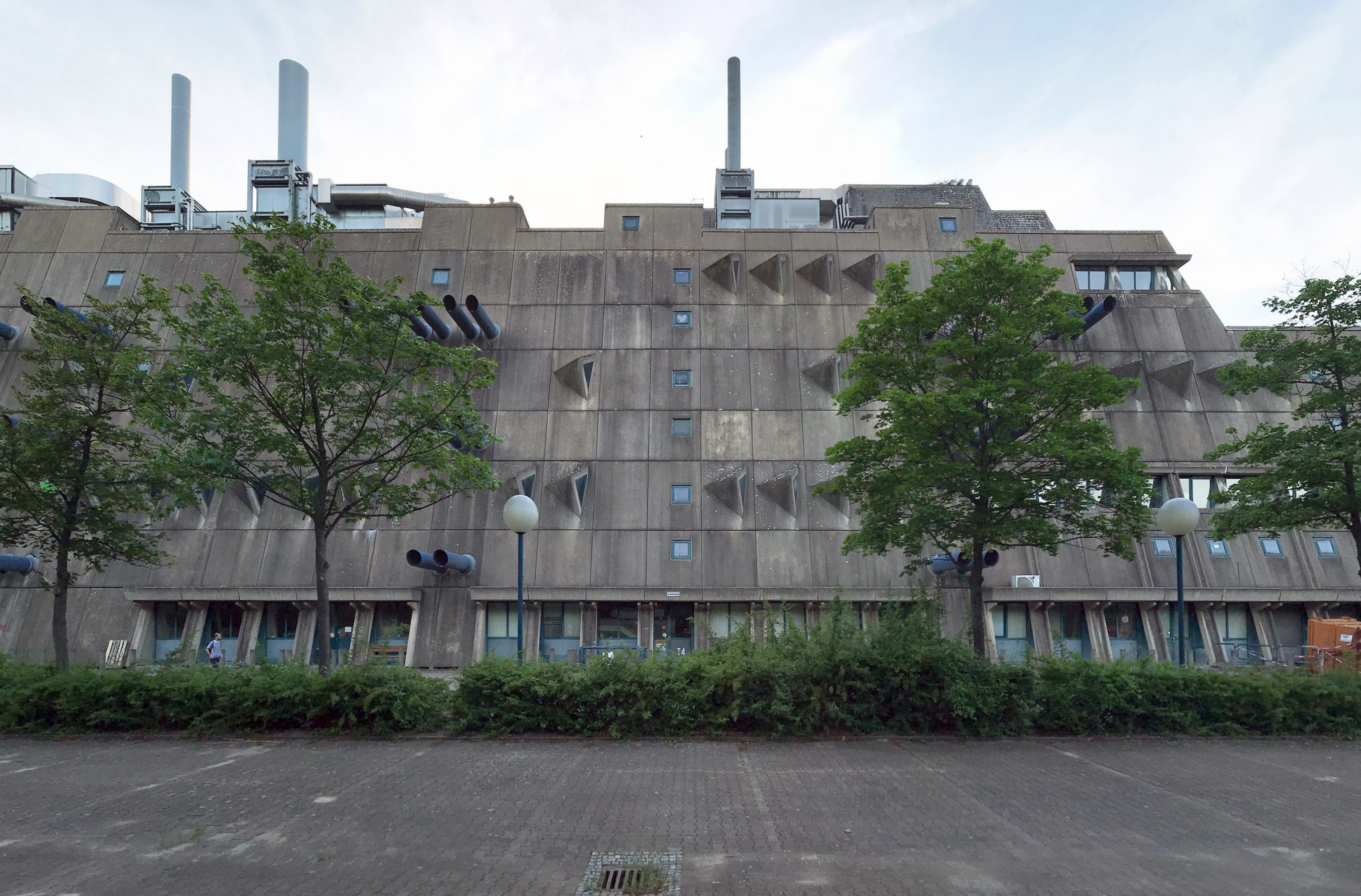